# Ōuchi Sadatsuna
Ōuchi Sadatsuna (大內定綱?; 1545 – 1610) è stato un samurai giapponese del periodo Sengoku della provincia di Mutsu.
Fratello di Ōuchi Chikatsuna faceva parte di un piccolo clan del sud della provincia di Mutsu.
Quando Date Masamune divenne guida del clan Date, Sadatsuna gli si rivoltò contro e divenne servitore degli Ashina. Durante la battaglia di Kōriyama del 1588 catturò il castello di Nawashiroda come comandante degli Ashina ma ritornò al servizio dei Date assieme al fratello su invito di Date Shigezane.
Fu presente nella battaglia di Suriagehara nella campagna di Sekigahara.